# Улисмайсенъярви
У́лисма́йсенъя́рви (Улисмайсенярви; фин. Ulismaisenjärvi) — озеро на территории Лоймольского сельского поселения Суоярвского района Республики Карелия.

## Общие сведения
Площадь озера — 0,7 км². Располагается на высоте 143,9 метров над уровнем моря.
Форма озера продолговатая: вытянуто с северо-запада на юго-восток. Берега преимущественно заболоченные.
Из северо-западной оконечности озера вытекает река Улисмайсенйоки, впадающая в реку Лоймоланйоки.
с севера в озеро впадает река Мустаоя.
Населённые пункты возле озера отсутствуют. Ближайший — посёлок Пийтсиёки — расположен в 14 км к ССВ от озера. В 15 км к юго-востоку также расположено урочище Сона.
Код объекта в государственном водном реестре — 01040300211102000014152.